# Proechimys longicaudatus
Proechimys longicaudatus és una espècie de mamífer rosegador de la família de les rates espinoses. Viu a Bolívia, el Brasil i el Paraguai. Els seus hàbitats naturals són el cerrado i les zones de bosc intermitent. No hi ha cap amenaça significativa per a la supervivència d'aquesta espècie, tot i que una part del seu entorn es perd per l'expansió de les terres de conreu.